# رخیشاپور
رخیشاپور (انگلیسی: Rakhigarhi) سایت باستان‌شناسی ای واقع در هاریانا هندوستان است. این ایستگاه باستانشناسی از این لحاظ اهمیت دارد که، آزمایش‌های DNA ای که روی یک اسکلت انجام شد، و نتایج اعلام شدهٔ آن در سپتامبر ۲۰۱۸، نشان می‌دهد که DNA یافت شده هیچ گونه اثری از اصل و نسب استپ را شامل نمی‌شود، که این مطلب احتمالاً مطابق با نظریه مهاجرت آریایی هاست، که می‌گوید هندوآریایی‌ها پس از آن از استپ‌ها به هند مهاجرت کردند که تمدن هاراپا کم و بیش شروع به فروپاشی کرده بود.
یکی دیگر از سایت‌های حفاری مرتبط و در نزدیکی منطقه رخیشاپور، سایت باستانشناسی منطقه میتاثال است که هنوز بررسی نگشته‌است.